# Kaladzhinskaya
Kaladzhinskaya (del ruso: Каладжинская) es una stanitsa del raión de Labinsk del krai de Krasnodar, en el sur de Rusia. Está situada en el borde septentrional del Gran Cáucaso, en la orilla derecha del río Labá (1 km al norte de la confluencia entre el Málaya Labá y el Bolshaya Labá, afluente del Kubán, 39 km al sur de Labinsk y 170 km al sureste de Krasnodar, la capital del krai.  Tenía 2 184 habitantes en 2010
Es cabeza del municipio Kaladzhinskoye, al que pertenece asimismo Novi Mir. 

## Historia
Fue fundada en 1861 en la orilla derecha del Labá, cerca del fuerte Kaladzhinski. Fue poblada por cosacos y campesinos emigrantes de la Rusia central, y constituía una de las stanitsas de las líneas de contención de los pueblos circasianos. Estaba rodeada por una empalizada de 5-6 m, con dos puertas que se cerraban por la noche, guardadas por centinelas. 

## Economía y transporte
La principal actividad económica de la localidad es la transformación de productos agrícolas (OOO Suvorova, OOO Sorbona).